# Eva Tálská
Eva Tálská (17. dubna 1944 Brno – 27. srpna 2020 Brno) byla česká divadelní režisérka a scenáristka. Je označována za největší básnířku českého divadla.
Společně s Bořivojem Srbou, Zdeňkem Pospíšilem a Petrem Scherhauferem založila v roce 1968 Divadlo Husa na provázku. V roce 1991 pak založila amatérský soubor Studio Dům, se kterým pracovala jako režisérka i pedagožka a ovlivnila tak několik generací tvůrců.

## Mládí a studia
Eva Tálská pocházela z Lesonic u Moravského Krumlova, ve svých třinácti letech se s rodinou přestěhovala do Brna. Zde vystudovala gymnázium Křenová (absolvovala v roce 1962). Již během gymnaziálních studií se věnovala divadlu (hrála v několika inscenacích Satirického divadla Večerní Brno, hostovala v Čarodějkách ze Salemu v Divadle bratří Mrštíků. Po jednom semestru studia na brněnské filozofické fakultě se rozhodla pro studium režie na Janáčkově akademii múzických umění v Brně. Režii studovala společně s Pavlem Hradilem, Zdeňkem Pospíšilem a Petrem Scherhauferem. Jako pedagogové ji ovlivnili především tvůrci spojení s tehdejší Mahenovou činohrou - režiséři Evžen Sokolovský a Miloš Hynšt, dramaturg Bořivoj Srba a překladatel a básník Ludvík Kundera. V roce 1968 založila společně s Bořivojem Srbou, Zdeňkem Pospíšilem a Petrem Scherhauferem Divadlo Husa na provázku (nejprve jako amatérský soubor, později jako profesionální divadlo), v němž setrvala jako režisérka prakticky po celý život. Studium činoherní režie na JAMU dokončila v roce 1968.

## Divadlo Husa na provázku
Husa na provázku se profilovala jako alternativní divadlo s tzv. nepravidelnou dramaturgií. Tálská jako režisérka (a zároveň autorka většiny scénářů svých inscenací) tento profil vlastní tvorbou zásadně formovala. V její tvorbě lze vysledovat několik doplňujících se linií: V počátcích tvorby se výrazně zaměřovala na inscenování básnických textů a montáží poezie. Nejprve zejména poezie romantické a avantgardní (1968 Šibeniční písně z textů Christiana Morgensterna, 1970 Smrt na texty Charlese Baudelaira, 1972 Máchův Máj, 1972 Hodina duše z textů Mariny Cvetajevy), později přibyli současní básníci (1984 Píseň o Viktorce podle stejnojmenné skladby Jaroslava Seiferta, 1985 Na dávném prosu z textů Jana Skácela, 2001 Hlad z básní Františka Halase). Inscenace Jako tako (1978) představovala první setkání režisérky s lidovou poezií, na které dramaturgicky navázaly projekty se Studiem Dům (především 1992 Svatby, 1994 Svatbičky). Tuto linii uzavírá 2002 Veselka opět se souborem Divadla Husa na provázku. Další dramaturgickou oblast tvoří adaptace románových předloh evropské a české literatury, často s výraznými ženskými hrdinkami, například inscenace 1974 Bouřlivé výšiny, 1980 Markéta Lazarová, 1986 Božská komedie, 2008 Rukopis královédvorský. Zájem o lidovou poezii a dílo Boženy Němcové se pak rozvinul do různých variací archetypálních pohádkových motivů počínaje inscenací Svět snů z roku 1981. Specifickou řadu tvořily inscenace inspirované texty “tří králů nonsensu” Christiana Morgensterna (Šibeniční písně - první verze 1968, druhá verze 1994), Lewise Carolla (Alenka v říší divů za zrcadlem, 1973, obnovená premiéra 1992 a Edvarda Leara (Příběhy dlouhého nosu, 1982).
Za vrchol tvorby režisérky se souborem Divadla Husa na provázku jsou považovány inscenace z 90. let, především inscenace romantické Kleistovy Katynky z Heilbronu (1991), pojaté jako kramářské divadlo, druhá verze Šibeničních písní z textu Christiana Morgensterna (1994), završující volnou nonsensovou trilogii, a pohybově cirkusová inscenace Cirkus aneb Se mnou smrt a kůň (1999), předjímající novocirkusové tendence dnešního divadla. Její dlouholetý dramaturg Petr Oslzlý hovoří o 90. letech jako období o “dramaturgické a tematické tvůrčí akumulace”.

## Studio Dům
V roce 1991 vedena potřebou pracovat s generačně mladším souborem si založila Studio Dům, tvořené mladými lidmi - divadelními amatéry. Tento soubor fungoval jako divadelní škola svého druhu a zároveň dával režisérce prostor pro tvorbu nesvázanou provozem profesionálního divadla. V některých svých inscenacích oba “své” soubory Tálská propojila (např. v inscenacích Vlci (1996), Se mnou smrt a kůň (1999) i nebo Komedie o umučení a slavném vzkříšení Pána a Spasitele našeho Ježíše Krista, 2000).
1. 7. 2002 odešla z celoživotního angažmá v Divadle Huse na provázku, nadále však s divadlem příležitostně spolupracovala, režírovala také v Divadle Polárka a stále se věnovala Studiu Dům.
Eva Tálská pracovala s poměrně úzkým a málo obměňovaným okruhem tvůrčích spolupracovníků. Mezi klíčové spolupracovníky patřili výtvarníci Boris Mysliveček, Uljana Studená, Jana Zbořilová, Jana Preková a Marie Jirásková, hudební skladatel Miloš Štědroň, dramaturgové Bořivoj Srba a Petr Oslzlý.

## Charakteristika tvorby
I když se tvorba režisérky dramaturgicky obměňovala, její přístup měl některé setrvalé rysy. Inscenační řešení bylo vždy zároveň řešením půdorysu hracího prostoru. Sama k tomu řekla: “Já vždycky potřebuju najít nejdřív prostor, ve kterém budu inscenaci hrát. Jakmile jej najdu, utřídím si vnitřní vztahy toho, co tam je a jak tam věci a situace fungují, a teprve pak začínám pracovat dál.” Důsledný zájem o prostor vedl režisérku na konci 80. let k tvorbě pohádkových inscenací, jejichž prostorové řešení fungovalo spíš jako environment - poprvé ve Svolávám všechny skřítky, královna!, byli dětští diváci přímo aktéry děje a procházeli pohádkovým prostředím, v inscenaci Za devatero horami (1990) se na jeden týden uvádění proměnil celý prostor Domu umění v dějiště obrazů inspirovaných pohádkami. Tyto inscenace předjímaly nikdy v úplnosti nerealizovanou vizi projektu Studia Dům. Své představy o divadelním prostoru, který spoluurčuje výsledný tvar inscenace, zaznamenala v eseji reflektující počátky Studia Dům. V roce 1991 byla Tálské nabídnuta možnost získat jako prostor pro realizaci svých divadelních vizí dům v Brně na ulici Ptašinského č. 13. Po prvotních úpravách však k předání domů divadelníkům nedošlo. Tálská realizovala své vize v prostorách nově otevřeného Centra experimentálního divadla, v Domě pánů z Fanalu, pro jehož slavnostní otevření koncipovala svou Studii ke svatebnímu domu (1993). Těmito snahami završila snahy režisérů Husy na provázku o prozkoumání možností nepravidelného inscenačního prostoru a zároveň zásadně předznamenala koncept imerzivního divadla.

### Význam hudby
Hudba byla v inscenačním díle Tálské důležitou významotvornou složkou. Vzhledem k tomu, že mnoho scénářů vycházelo z poezie, při jejich ztvárnění hrála roli výrazně rytmizovaná deklamace, voicebandová recitace nebo zpěv. Tálská téměř od počátku své režijní práce úzce spolupracovala s brněnským skladatelem a hudebním vědcem Milošem Štědroněm, který se ve svých experimentálních kompozicích často inspiruje banálními popěvky, lidovou písní, hravým či parodickým způsobem nakládá s klasickými hudebními styly a žánry a ve svých instrumentacích pracuje vedle hudebních nástrojů i s užitnými předměty (např. valcha) a reálným ruchy (tleskání atp.). Ve své tvorbě osobitě navazovala zejména meziválečnou českou avantgardu, především na básnické divadlo E.F. Buriana. Obrazivně pracovala jak s prostorem, tak zejména s rekvizitami, které díky hře herců získávaly různé metaforické významy. Ve svých úvahách o vlastní tvorbě stavěla do popředí prostor, obraz a atmosféru - v rozhovoru svůj přístup charakterizovala takto: “Každý prostor vyžaduje jiný přístup, ale výsledek by měl působit stejně: rozpohybovaný obraz."

### Lidové inspirace
Zájem o lidovou poezii postupně přivedl režisérku k prozkoumávání forem primitivního lidového divadla, které textově i režijními přístupy inspirovaly inscenaci opřenou texty kočovou loutkářů Pohnutelná čtení o donu Šajnovi a nevinně soužené hraběnce Genovefě (1983), na niž režijní koncepcí navázala Katynka z Heilbronnu (1991). Různé varianty pouličního, jarmarečního, lidového a rituálního divadla pak dále využívala inscenace Studia Dům v 90. letech (1992 Svatby, 1994 Svatbičky, 1991 Betlém).

## Ocenění
- Nominace na Cenu Alfréda Radoka (1994)
- Cena města Brna (2007)[16]
- Živoucí poklad (Next Wave, 2008)[17]

## Inscenace Evy Tálské (výběr)[18]

### Divadlo Husa na provázku
- Ch. Morgenstern: Šibeniční písně, 1968
- M. de Ghelderode: Sir Halewyn, 1969
- L. Carroll: Alenka v říši divů za zrcadlem, 1973
- Jako tako, 1978
- V. Vančura: Markéta Larazová, 1980
- Svět snů, scénář a režie: Eva Tálská, inscenace na motivy pohádek Boženy Němcové, 1981
- E. Lear: Příběhy dlouhého nosu, 1982
- Svolávám všechny skřítky! Královna., scénář a režie: Eva Tálská, 1984
- J. Seifert, B. Němcová: Píseň o Viktorce, 1984
- J. Skácel: Na dávném prosu, 1985
- Dante Alighieri: Božská komedie, 1986
- Za devatero horami, scénář a režie: Eva Tálská, 1990
- H. von Kleist: Katynka z Heilbronnu neboli Zkouška ohněm, 1991
- L. Carroll: Alenka v říši divů za zrcadlem, 1992
- Ch. Morgenstern: Šibeniční písně (2. verze), 1994
- R. Sikora: Vlci, 1997
- Cirkus aneb Se mnou smrt a kůň, scénář a režie: Eva Tálská, 1999
- Komedie o umučení a slavném vzkříšení Pána a Spasitele našeho Ježíše Krista, scénář: J. Kopecký, E. Tálská, B. Srba, R. Koryčanský, režie: Eva Tálská, 2000
- Veselka, scénář z moravské a české lidové poezie sestavila E. Tálská, 2002
- Rukopis královédvorský, podle údajných autorů Václava Hanky a Josefa Lindy přebásnil Kamil Bednář, režie: Eva Tálská, 2008

### Inscenace se Studiem Dům
- Betlém, 1991 (nová nastudování v dalších letech vždy v době adventu do roku 2000, později obnoveno jako příležitostné představení)
- Studie ke svatebnímu domu, 1992
- Svatby, 1992
- Svatbičky, 1994
- Odpady (zahrnující části Tance krále Leara a Stárnutí), 1999
- Staré pověsti české, 2004
- Sny, 2006

### Inscenace v Divadle Polárka
- Zakletá Marie, 2006
- S koníčkem přes hory a doly, 2007